# Церква Параскеви
Церква Параскеви — пам'ятка архітектури національного значення України (охор. № 010076) в Судаку (знаходиться в центрі ліквідованого в 1970-х роках села Уютне, за адресою: вул. Приморська, 13, поруч з лютеранською кірхою 1887 року побудови). Датується Х-ХІІ століттями.
Церква Святої Параскеви багато в чому схожа на церкву дванадцяти апостолів: також має п'ятигранну апсиду, що розміщена на прямокутній основі. Побудована була в X—XII століттях, ймовірно, під впливом трапезундских традицій, можливо, тими ж майстрами, що будували церкву дванадцяти апостолів. Кримські греки дуже шанували двох святих подвижниць: великомученицю Параскеву П'ятницю і преподобномученицю Параскеву Римську. Назва храму — святої Параскеви — вперше згадується в середині XIX століття єпископом Гавриїлом, який описав «Залишки християнських старожитностей у Криму».
Церква знаходиться на північний захід від воріт Генуезької фортеці. Судячи з фундаменту і кладки стін, споруда кілька разів перебудовувалася. Зведена з плит вапняку, зального типу, прямокутна в плані з п'ятигранною апсидою зі східного боку, поштукатурена. Перекрита напівциркульним склепінням, підтримуваним двома арками, покрита черепицею. Підлога викладена кам'яними плитами. Двері розташовані по осі західного фасаду, над ними — прямокутне вікно, друге вікно щілиноподібної форми — в апсиді.
На фронтоні зберігся напис: «Хай буде мир на цьому місці. Так повелів Бог Саваот».
Під час реставраційних робіт 2008 року були виявлені великі фрагменти фресок і керамічний посуд, укладені між склепінням і черепичним дахом під час одного з ремонтів.
Після реставрації на свята в церкві відбуваються богослужіння. 23 жовтня 2010 року в церкву було передано ікону середини ХІХ століття — «Свята великомучениця Параскева».
Поруч із церквою знаходилося старе кладовище. Серед вцілілих надгробних плит — плити деяких членів сім'ї Стевенен — російського ботаніка шведського походження (засновника Нікітського ботанічного саду). Його син, Антон Християнович (1835—1891), дружина Марія Карлівна, уродж. Гагендорф, дочка Катерина Християнівна.